# معجزة تشيلي

تشيلي (الأزرق) ومتوسط أمريكا اللاتينية (الرمادي) الناتج المحلي الإجمالي للفرد الواحد (1950-2008)

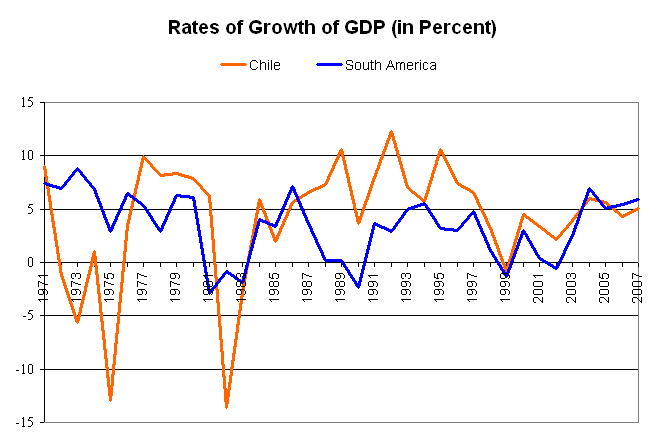
تشيلي (البرتقالي) ومتوسط أمريكا اللاتينية (الأزرق): معدلات نمو الناتج المحلي الإجمالي (1971-2007)

كان مصطلح «معجزة شيلي» المصطلح الذي استخدمه الخبير الاقتصادي ميلتون فريدمان لوصف إعادة توجيه الاقتصاد التشيلي في الثمانينات وآثار السياسات الاقتصادية التي طبقتها مجموعة كبيرة من الاقتصاديين الشيليين والتي أصبحت تعرف مجتمعة باسم شيكاغو بويز بعد أن درس في جامعة شيكاغو حيث درس فريدمان. وقال إن «الاقتصاد التشيلي حقق أداءً جيدًا، ولكن الأهم من ذلك أنه في النهاية تم استبدال الحكومة المركزية، المجلس العسكري، بمجتمع ديمقراطي. لذا فإن الشيء المهم حقًا في الأعمال التشيلية هو أن الأسواق الحرة عملت في طريقها تحقيق مجتمع حر». كانت الطغمة العسكرية التي أشار إليها فريدمان هي حكومة عسكرية وصلت إلى السلطة في انقلاب عام 1973، والذي انتهى في عام 1990 بعد استفتاء ديموقراطي عام 1988 أزاح أوغستو بينوشيه من الرئاسة.
كان للإصلاحات الاقتصادية التي طبقتها مؤسسة شيكاغو بويز ثلاثة أهداف رئيسية: التحرير الاقتصادي، وخصخصة الشركات المملوكة للدولة، واستقرار التضخم. تم تنفيذ الإصلاحات الأولى في ثلاث جولات - 1975-1982، 1985 حتى الآن، أولها أدى إلى أزمة عام 1982. استمرت الإصلاحات وتعزيزها بعد عام 1990 من قبل حكومة معتدلة ما بعد بينوشيه للديمقراطيين المسيحيين باتريسيو إيلوين. ومع ذلك، تعهدت حكومة يسار الوسط إدواردو فري رويز تاجل أيضًا بالحد من الفقر. في عام 1988، كان 48 ٪ من التشيليين يعيشون تحت خط الفقر. بحلول عام 2000 تم تخفيض هذا إلى 20 ٪. نسب تقرير للبنك الدولي في عام 2004 60٪ من الحد من الفقر في شيلي عام 1990 إلى النمو الاقتصادي، وادعى أن البرامج الحكومية التي تهدف إلى التخفيف من حدة الفقر تمثل الباقي.
كتب هيرنان بوشي، وزير المالية في عهد بينوشيه بين عامي 1985 و 1989، كتاباً يشرح بالتفصيل عملية تنفيذ الإصلاحات الاقتصادية خلال فترة ولايته. الحكومات المتعاقبة واصلت هذه السياسات. في عام 2002، وقعت شيلي اتفاقية شراكة مع الاتحاد الأوروبي (تشمل اتفاقيات التجارة الحرة والسياسية والثقافية)، وفي عام 2003، اتفاقية تجارة حرة واسعة النطاق مع الولايات المتحدة، وفي عام 2004 مع كوريا الجنوبية، تتوقع طفرة في استيراد وتصدير المنتجات المحلية وتصبح مركزا للتجارة الإقليمية. استمرارًا لاستراتيجية التحالف للتجارة الحرة، في أغسطس 2006، أصدر الرئيس باشليه اتفاقية تجارة حرة مع جمهورية الصين الشعبية (الموقعة في ظل الإدارة السابقة لريكاردو لاغوس)، أول اتفاقية تجارة حرة صينية مع إحدى دول أمريكا اللاتينية؛ تم إصدار صفقات مماثلة مع اليابان والهند في أغسطس 2007. في عام 2010، كانت تشيلي أول دولة في أمريكا الجنوبية تفوز بعضوية منظمة التعاون الاقتصادي والتنمية، وهي منظمة تقتصر على أغنى دول العالم.
جادل بعض الاقتصاديين (مثل أمارتيا سين الحائز على جائزة نوبل) أن تجربة تشيلي في هذه الفترة تشير إلى فشل الليبرالية الاقتصادية التي طرحها مفكرون مثل فريدمان، زاعمين أن هناك القليل من النمو الاقتصادي الصافي من 1975 إلى 1982 (خلال ذلك دعا إلى «تجربة نقدية نقية»). بعد الأزمة المصرفية الكارثية عام 1982، سيطرت الدولة على الاقتصاد أكثر مما كانت عليه في ظل النظام الاشتراكي السابق، ولم يتحقق النمو الاقتصادي المستدام إلا بعد الإصلاحات اللاحقة التي خصخصة الاقتصاد، في حين بقيت المؤشرات الاجتماعية ضعيفة. دكتاتورية بينوشيه جعلت إعادة توجيه الاقتصاد ممكنة من خلال قمع المعارضة لها. بدلاً من انتصار السوق الحرة، وصف خافيير سانتيسو الخبير الاقتصادي في منظمة التعاون الاقتصادي والتنمية عملية إعادة التوجيه هذه بأنها «تجمع بين خيوط الليبرالية الجديدة وعلاجات التدخل». بحلول وقت النمو المطرد، كانت الحكومة الشيلية قد «قامت بتبريد الحمى الإيديولوجية الليبرالية الجديدة» و«سيطرت على تعرضها للأسواق المالية العالمية وحافظت على شركة النحاس الفعالة في أيدي القطاع العام».

## خلفية
في عام 1972، كان معدل التضخم في تشيلي 150 ٪. وفقًا لـ هرنان بوشي، تسببت هذه المشكلات الاقتصادية في عدة عوامل مثل المصادرة وضبط الأسعار والحمائية. في الوقت نفسه، شنت الولايات المتحدة حملة لتعميق أزمة التضخم. قام البنك المركزي بزيادة المعروض من النقود لدفع العجز المتزايد. يذكر بوشي أن هذه الزيادة كانت السبب الرئيسي للتضخم.
تشير وثائق حكومة الولايات المتحدة إلى وجود سياسة اقتصادية خارجية معادية لحكومة أليندي «تم التعبير عنها على أعلى المستويات» خلال هذا الوقت. :33 بعد فترة وجيزة من انتخاب سلفادور أليندي رئيسًا، لكن قبل توليه منصبه، قابل ريتشارد هيلمز مدير وكالة الاستخبارات المركزية الأمريكية آنذاك الرئيس ريتشارد نيكسون وناقش الوضع في تشيلي. تحتوي ملاحظات هيلمز من اجتماعه في 15 سبتمبر 1970 على إشارة: «اجعل الاقتصاد يصرخ». بعد أسبوع، أبلغ السفير إدوارد كوري الرئيس التشيلي السابق إدواردو فراي مونتالفا، من خلال وزير دفاعه، أنه «لن يسمح للجوز أو الترباس بالوصول إلى تشيلي تحت قيادة أليندي». بحلول أواخر عام 1972، قدرت وزارة الاقتصاد الشيلية أن حوالي ثلث شاحنات الديزل في منجم تشوكيكاماتا للنحاس، و 30 في المائة من حافلات المدينة المملوكة للقطاع الخاص، و 21 في المائة من جميع سيارات الأجرة، و 33 في المائة من الحافلات المملوكة للدولة في شيلي لا يمكن أن تعمل بسبب نقص قطع الغيار أو الإطارات. بشكل عام، انخفضت قيمة الآلات ومعدات النقل الأمريكية التي تم تصديرها إلى شيلي من قبل الشركات الأمريكية من 153 مليون دولار في عام 1970 إلى 110 مليون دولار في عام 1971. :33
مباشرة بعد الانقلاب الشيلي عام 1973، تم إخبار أوغستو بينوشيه بخطة اقتصادية سرية تُعرف باسم إل لادريلو  (حرفيًا، «الطوب»)، سميت أيضًا لأن التقرير كان «سميكًا كآجر». كانت الخطة قد أعدت بهدوء في مايو 1973  من قبل الاقتصاديين الذين عارضوا حكومة سلفادور أليندي، بمساعدة من مجموعة من الاقتصاديين الذين كانت الصحافة تطلق عليهم اسم «شيكاغو بويز»، لأنهم كانوا في الغالب من خريجي جامعة شيكاغو. احتوت الوثيقة على العمود الفقري لما أصبح فيما بعد السياسة الاقتصادية التشيلية. وفقًا لتقرير صدر عام 1975 عن تحقيق أجرته لجنة المخابرات بمجلس الشيوخ بالولايات المتحدة، تم إعداد الخطة الاقتصادية التشيلية بالتعاون مع وكالة المخابرات المركزية. :40 
أوصت الخطة بمجموعة من الإصلاحات الاقتصادية التي شملت رفع القيود والخصخصة. من بين الإصلاحات الأخرى، جعلوا البنك المركزي مستقلًا، وخفض التعريفات، وخصخص نظام التقاعد الذي تسيطر عليه الدولة،  صناعات الدولة، والبنوك، وخفض الضرائب. كان هدف بينوشيه المعلن هو «جعل تشيلي ليس أمة من البروليتاريين، بل أمة رجال أعمال».

## الإصلاحات
تم تنفيذ الإصلاحات الأولى في ثلاث جولات: 1974-1983 و 1985 و 1990.
رحبت الحكومة بالاستثمار الأجنبي وأزالت الحواجز التجارية الحمائية، مما أجبر الشركات التشيلية على التنافس مع الواردات على قدم المساواة، أو الخروج عن العمل. ظلت شركة النحاس الرئيسية، كوديلكو، في أيدي الحكومة بسبب تأميم النحاس الذي أنجزه سلفادور الليندي، ومع ذلك، سُمح للشركات الخاصة باستكشاف وتطوير مناجم جديدة. ومع ذلك، تم إعلان أن موارد النحاس «غير قابلة للتصرف» بموجب دستور 1980 .
قرر وزير المالية سيرجيو دي كاسترو، الذي ابتعد عن دعم فريدمان لأسعار الصرف العائمة الحرة، سعر صرف مربوط قدره 39 بيزو لكل دولار في يونيو عام 1979، تحت الأساس المنطقي المتمثل في رفع التضخم في تشيلي إلى حد كبير. لكن النتيجة كانت نشوء مشكلة خطيرة في ميزان التجارة،  مما دفع ميلتون فريدمان إلى انتقاد دي كاسترو وسعر الصرف الثابت في مذكراته («الفصل 24: شيلي»، 1998). نظرًا لاستمرار التضخم في البيزو التشيلي في تجاوز معدل التضخم بالدولار الأمريكي، زادت القوة الشرائية للبضائع الأجنبية في كل عام. عندما انفجرت الفقاعة أخيرًا في أواخر عام 1982، انزلق تشيلي إلى ركود حاد استمر لأكثر من عامين.
كان هذا الركود الاقتصادي العميق في 1982-1983 هو الثاني في تشيلي منذ ثماني سنوات. (في عام 1975، عندما انخفض الناتج المحلي الإجمالي بنسبة 13 في المائة، انخفض الإنتاج الصناعي بنسبة 27 في المائة وارتفعت البطالة إلى 20 في المائة). بالإضافة إلى ذلك، وصل التضخم إلى 375 بالمائة في عام 1974، وهو أعلى معدل في العالم وحوالي ضعف المستوى الأعلى في عهد الليندي. خلال فترة الركود 1982-1983، انخفض الناتج الاقتصادي الحقيقي بنسبة 19 ٪، مع حدوث معظم الانتعاش والنمو اللاحق بعد مغادرة بينوشيه منصبه،  عندما تم تعزيز السياسات الاقتصادية الموجهة نحو السوق بشكل إضافي.
ابتداء من عام 1985، مع هرنان بوشي وزيرا للمالية، تحول تركيز السياسات الاقتصادية نحو الملاءة المالية والنمو الاقتصادي. نمت الصادرات بسرعة وتراجعت البطالة، ومع ذلك، لا يزال الفقر يمثل مشكلة كبيرة، حيث أن 45 في المائة من سكان تشيلي يعيشون تحت خط الفقر في عام 1987. كتب بوتشي عن تجربته خلال هذه الفترة في كتابه La transformación económica de Chile: el modelo del progreso . في عام 1990، قامت حكومة باتريسيو آيلوين المنتخبة حديثًا بتنفيذ برنامج «النمو مع الإنصاف»، مع التركيز على كل من التحرير الاقتصادي المستمر والحد من الفقر. بين عامي 1990 و 2000، انخفض الفقر من 40 في المائة من السكان إلى 20 في المائة. 60 في المائة من هذا التخفيض يمكن أن يعزى إلى نمو الناتج المحلي الإجمالي، مع 40 في المائة المتبقية السياسات الاجتماعية التي تعزى.

### اتفاقيات التجارة الحرة
لقد تابعت الحكومات التشيلية المتعاقبة بنشاط اتفاقات تحرير التجارة. بدأت العملية في السبعينيات، عندما خفضت بينوشيه الرسوم الجمركية على الواردات إلى 10٪. قبل ذلك، كانت تشيلي واحدة من أكثر الاقتصاديات الحمائية في العالم، حيث احتلت المرتبة 71 من أصل 72 في التقرير السنوي لمعهد كاتو ومعهد فريزر لعام 1975. خلال التسعينيات، وقعت تشيلي اتفاقيات تجارة حرة (FTA) مع كندا والمكسيك وأمريكا الوسطى. أبرمت شيلي أيضًا اتفاقيات تجارية تفضيلية مع فنزويلا وكولومبيا والإكوادور. دخلت اتفاقية شراكة مع ميركوسور - الأرجنتين والبرازيل وباراغواي وأوروغواي - حيز التنفيذ في أكتوبر 1996. واستمرارًا لاستراتيجيتها التنموية الموجهة نحو التصدير، أكملت تشيلي اتفاقيات التجارة الحرة التاريخية في عام 2002 مع الاتحاد الأوروبي وكوريا الجنوبية. تسعى شيلي، كعضو في منظمة التعاون الاقتصادي لآسيا والمحيط الهادئ (APEC)، إلى تعزيز العلاقات التجارية مع الأسواق الآسيوية. ولتحقيق هذه الغاية، وقعت اتفاقيات تجارية في السنوات الأخيرة مع نيوزيلندا وسنغافورة وبروناي والهند والصين وأحدث اليابان. في عام 2007، أجرت تشيلي مفاوضات تجارية مع أستراليا وتايلاند وماليزيا والصين. في عام 2008، تأمل شيلي في إبرام اتفاقية تجارة حرة مع أستراليا، ووضع اللمسات الأخيرة على اتفاقية موسعة (تشمل التجارة في الخدمات والاستثمار) مع الصين. تخطط تشيلي وسنغافورة ونيوزيلندا وبروناي أيضًا لتوسيع العلاقات من خلال إضافة فصل مالي واستثماري إلى الإتفاقية الحالية. من المقرر أن تستمر محادثات شيلي التجارية مع ماليزيا وتايلاند في عام 2008.

## الأداء على المؤشرات الاقتصادية والاجتماعية

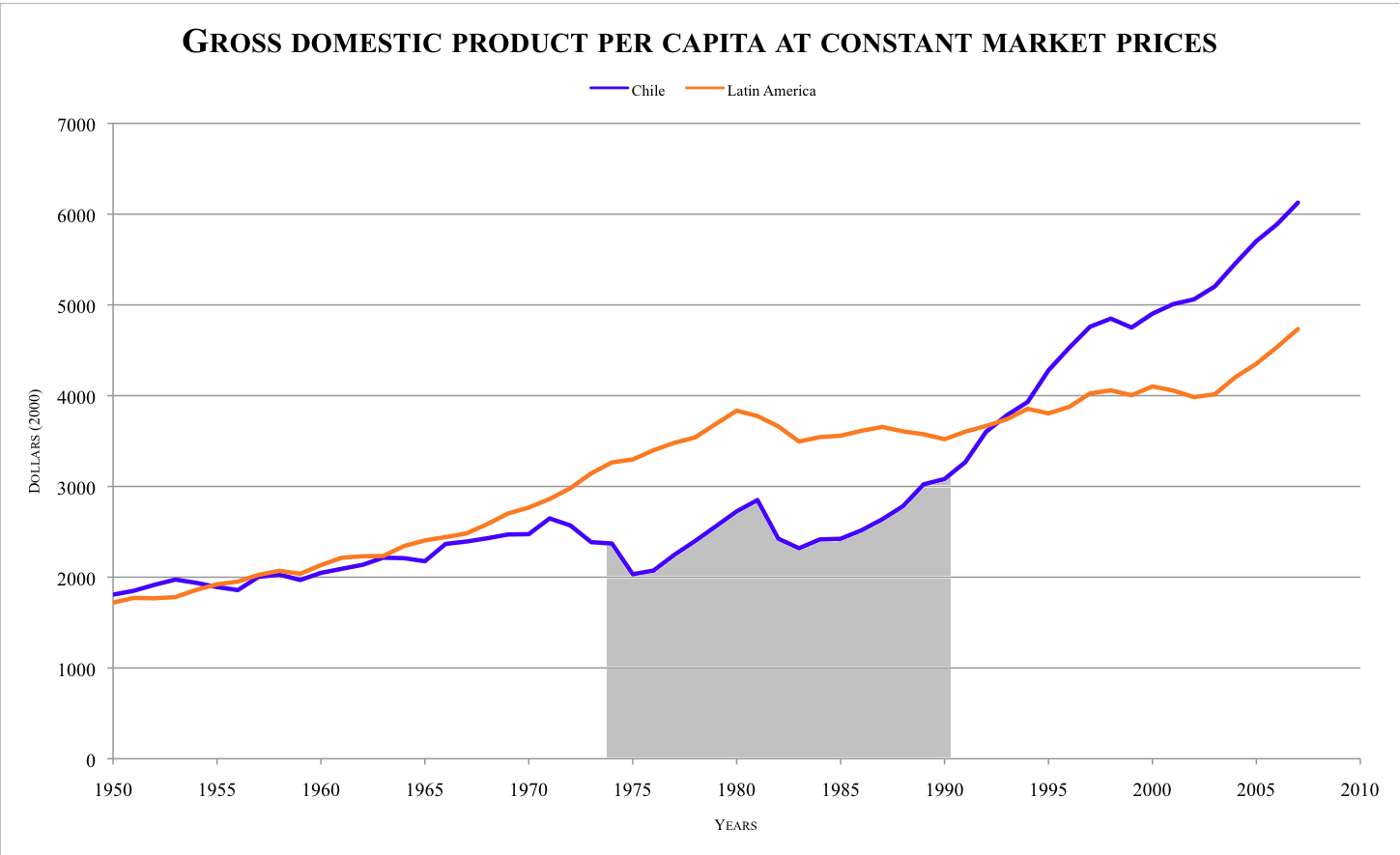
الناتج المحلي الإجمالي للفرد في شيلي وأمريكا اللاتينية (1950-2010)

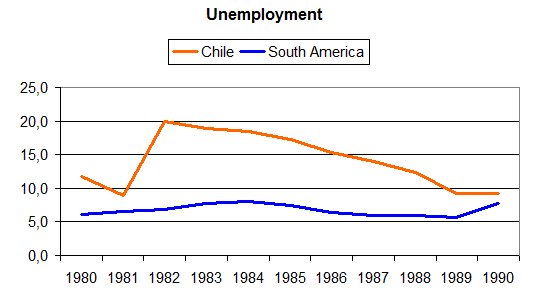
البطالة في تشيلي وأمريكا الجنوبية (1980-1990).

وفقًا لريكاردو فرينش-ديفيس، تسبب التطرف غير الضروري للعلاج بالصدمة في سبعينيات القرن العشرين في بطالة جماعية وفقدان في القوة الشرائية وتفاوتات شديدة في توزيع الدخل والأضرار الاجتماعية والاقتصادية الشديدة. وفقا لبيانات اللجنة الاقتصادية لأمريكا اللاتينية ومنطقة البحر الكاريبي التابعة للأمم المتحدة، ارتفعت نسبة سكان شيلي الذين يعيشون في فقر من 17 ٪ في عام 1969 إلى 45 ٪ في عام 1985.
انخفضت الأجور بنسبة 8 ٪. مخصصات الأسرة في عام 1989 28 ٪ مما كانت عليه في عام 1970، وانخفضت ميزانيات التعليم والصحة والسكن بأكثر من 20 ٪ في المتوسط 
يقول جاري بيكر الحائز على جائزة نوبل والخبير الاقتصادي أن «معدل النمو السنوي للفرد في تشيلي في الدخل الحقيقي للفرد من 1985 إلى 1996 بلغ 5 في المائة بشكل ملحوظ، أي أعلى بكثير من بقية أمريكا اللاتينية». ومنذ ذلك الحين بلغ متوسط النمو السنوي في الناتج المحلي الإجمالي 3 ٪.
كانت التطورات إيجابية للغاية فيما يتعلق بوفيات الرضع والعمر المتوقع - انخفض معدل وفيات الرضع إلى درجة أن شيلي حققت أدنى معدل لوفيات الرضع في أمريكا اللاتينية في الثمانينيات. انخفض معدل وفيات الرضع في شيلي من 76.1 لكل 1000 إلى 22.6 لكل 1000 من عام 1970 إلى عام 1985. في عام 1988، أصدرت الحكومة العسكرية قانونًا يجعل جميع الإجهاض غير قانوني، ولا يزال القانون ساريًا حتى اليوم.
ومع ذلك، يدعي سين أن هذا التحسن لم يكن بسبب سياسات «السوق الحرة» ولكن بسبب التدخل الحكومي العام الفعال. كان لشيلي تقليد قديم من العمل العام لتحسين رعاية الطفل، والذي تم الحفاظ عليه إلى حد كبير بعد انقلاب بينوشيه.
الأداء على المؤشرات الاقتصادية مقارنة بمؤشرات الرؤساء الشيليين المختلفين:
| رئاسة                                                                | اليساندري (1959-1964) | فراي مونتالفا (1965-1970) | اليندي (1971-1973) | بينوشيه (1974-1989) | آيلوين (1990-1993) | فراي رويز تاغل (1994-1999) | لاجوس (2000) |
| -------------------------------------------------------------------- | --------------------- | ------------------------- | ------------------ | ------------------- | ------------------ | -------------------------- | ------------ |
| النمو الاقتصادي (٪ من الناتج المحلي الإجمالي)                        | 3.7                   | 4.0                       | 1.2                | 2.9                 | 7.7                | 5.6                        | 5.4          |
| معدل نمو الصادرات                                                    | 6.2                   | 2.3                       | -4.2               | 10.6                | 9.6                | 9.4                        | 7.5          |
| معدل البطالة (العمال في برامج خلق فرص العمل يُعتبرون عاطلين عن العمل) | 5.2                   | 5.9                       | 4.7                | 18.1                | 7.3                | 7.4                        | 10.0         |
| الأجور الحقيقية (1970 = 100)                                         | 62.2                  | 84.2                      | 89.7               | 81.9                | 99.8               | 123.4                      | 134.4        |
| معدل التضخم                                                          | 26.6                  | 26.3                      | 293.8              | 79.9                | 17.7               | 6.1                        | 4.5          |

## ميلتون فريدمان
ألقى ميلتون فريدمان بعض المحاضرات التي تدافع عن سياسات السوق الحرة الاقتصادية في الجامعة البابوية الكاثوليكية في تشيلي. في عام 1975، أي بعد عامين من الانقلاب، التقى مع بينوشيه لمدة 45 دقيقة، حيث «لم يشر الجنرال سوى إلى حد بعيد عن شعوره أو شعور الحكومة»، وطلب الرئيس من فريدمان أن يكتب له خطابًا يوضح ما يعتقد أنه اقتصادي في تشيلي. يجب أن تكون السياسات، وهو ما فعله أيضًا. لوقف التضخم، اقترح فريدمان تخفيض العجز الحكومي الذي زاد في السنوات الماضية والتزام ثابت من قبل الحكومة أنه بعد ستة أشهر لن يعد تمويل الإنفاق الحكومي عن طريق توفير المال. اقترح تخفيف حالات المشقة الحقيقية بين الطبقات الأكثر فقراً. في أكتوبر 1975، أعلن أنتوني لويس، كاتب في صحيفة النيويورك تايمز، أن «السياسة الاقتصادية للمجلس العسكري الشيلي تستند إلى أفكار ميلتون فريدمان ... ومدرسته في شيكاغو».
تساءل فريدمان لماذا هاجمه البعض لإلقائه محاضرة في تشيلي: "يجب أن أقول، إنه مثال رائع على الكيل بمكيالين، لأنني أمضيت وقتًا في يوغوسلافيا، التي كانت دولة شيوعية. لقد قدمت لاحقًا سلسلة من محاضرات في الصين، وعندما عدت من الصين الشيوعية، كتبت خطابًا إلى صحيفة ستانفورد ديلي، قلت فيه: "إنها فضولية. لقد ألقيت بالضبط نفس المحاضرات في الصين التي ألقيتها في تشيلي. لقد أجريت العديد من المظاهرات ضدي على ما قلته في تشيلي. لم يبد أي أحد اعتراضات على ما قلته في الصين. كيف يأتي؟ ". وأشار إلى أن زيارته لا علاقة لها بالجانب السياسي للنظام وأنه حتى أثناء زيارته لشيلي صرح بأن اتباع مشورته حول التحرير الاقتصادي من شأنه أن يساعد في جلب الحرية السياسية وسقوط النظام.

## ديمقراطية
في معرض تعليقه على بيانه حول «المعجزة»، يقول فريدمان إن «التركيز في هذا الحديث هو أن الأسواق الحرة ستقوض المركزية السياسية والسيطرة السياسية». صرح فريدمان أن «المعجزة الحقيقية في تشيلي لم تكن أن تلك الإصلاحات الاقتصادية عملت بشكل جيد، ولكن لأن هذا ما قاله آدم سميث إنهم سيفعلون. تشيلي هي على الأرجح أفضل قصة نجاح اقتصادي في أمريكا اللاتينية اليوم. الحقيقية المعجزة هي أن الحكومة العسكرية كانت مستعدة للسماح لهم بالقيام بذلك». قال فريدمان إن «الاقتصاد التشيلي حقق أداءً جيدًا، ولكن الأهم من ذلك، في نهاية الأمر، تم استبدال الحكومة المركزية، الحكومة العسكرية، بمجتمع ديمقراطي. لذا فإن الشيء المهم حقًا في الأعمال التشيلية هو أن الأسواق الحرة عملت بنجاح طريقهم في تحقيق مجتمع حر».
وفقًا للباحثين الشيليين، خافيير مارتينيز وألفارو دياز، فمن المغالطة أن تكون العودة إلى الديمقراطية في تشيلي نتيجة لإصلاحات السوق الحرة. على عكس تلك الحجة، تطلبت عودة الديمقراطية هزيمة نظام بينوشيه. وجاءت المساهمة الأساسية من التمردات الجماهيرية العميقة والنخب الحزبية القديمة باستخدام الآليات المؤسسية لاستعادة الديمقراطية.

## الاقتصاد التشيلي الحالي
وفقًا لمؤشر الحرية الاقتصادية لعام 2015 (لمؤسسة التراث، ومعهد فريزر، وول ستريت جورنال)، فإن اقتصاد تشيلي هو السابع الأكثر حرية. تحتل تشيلي المرتبة الأولى من بين 29 دولة في الأمريكتين، وكانت رائدة إقليمية لأكثر من عقد من الزمان. بلغ نمو الناتج المحلي الإجمالي السنوي في شيلي 3.2 ٪ في عام 2008 وبلغ متوسط 4.8 ٪ من عام 2004 إلى عام 2008.
بلغت النسبة المئوية من إجمالي الدخل الذي كسبته أغنى 20٪ من سكان تشيلي في عام 2006 56.8٪، في حين بلغت النسبة المئوية من إجمالي الدخل الذي كسبه أفقر 20٪ من سكان تشيلي 4.1٪، مما ترك طبقة وسطى قوية تحصل على 39.1٪ من إجمالي الدخل. كان مؤشر جيني في شيلي (مقياس توزيع الدخل) 52.0 في عام 2006، مقارنة بـ 24.7 من الدنمارك (الأكثر توزيعًا بالتساوي) و 74.3 من ناميبيا (الأكثر توزيعًا بشكل غير متساوٍ). تتمتع شيلي بأوسع فجوة لعدم المساواة في أي دولة في منظمة التعاون الاقتصادي والتنمية.